# Fontaine de l'Institut

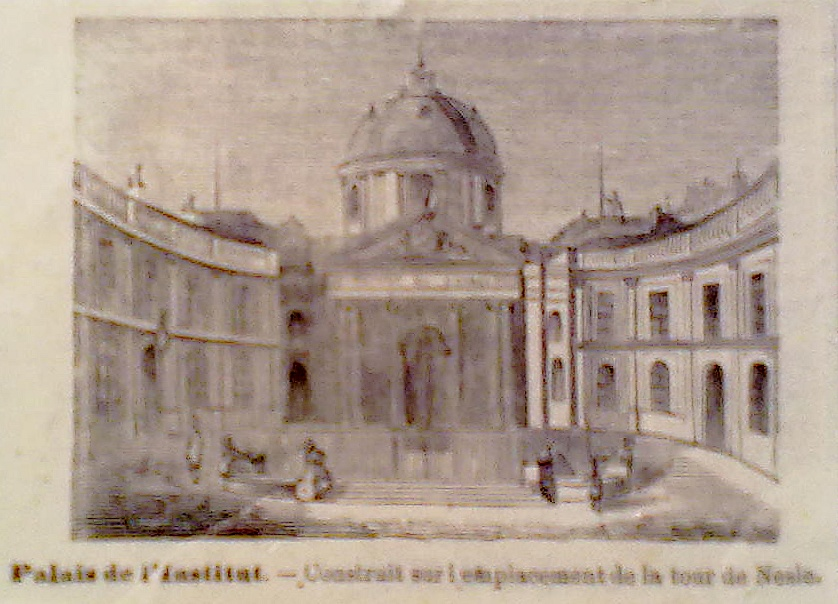
Gravure dans un journal du début du XIXe siècle - On aperçoit la fontaine de part et d'autre de l'entrée de l'Institut.

La fontaine de l'Institut est une ancienne fontaine de Paris, édifiée en 1811 sur la place devant l'Institut de France et qui a été démantelée en 1865.

## Historique

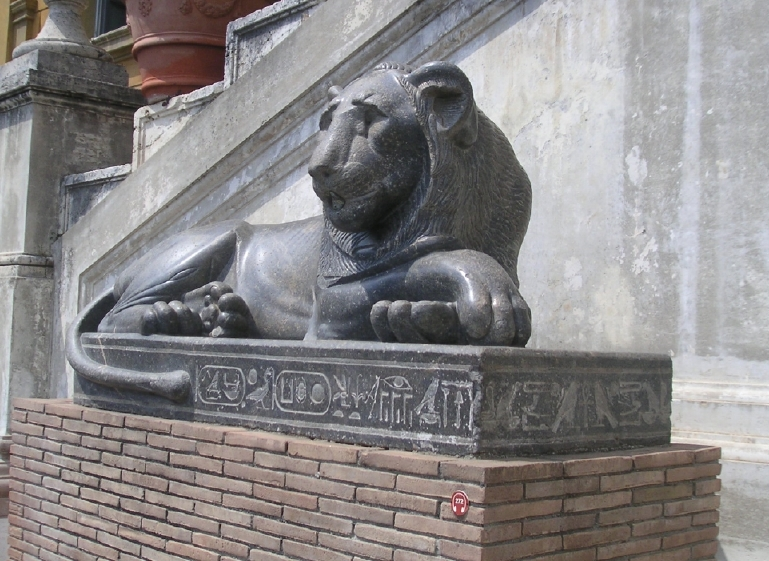
Modèle égyptien des lionnes de Vaudoyer, Vatican.

L'origine de cette fontaine se trouve dans le décret impérial du 2 mai 1806, promulgué par Napoléon Ier et qui prévoit la création de quinze fontaines dans Paris. L'architecte Antoine Vaudoyer se voit chargé d'en concevoir une pour la place du Palais des Beaux-Arts, actuellement place de l'Institut, qui se trouve quai Conti devant les bâtiments de l'Institut de France, il reçoit pour cela un budget de 12 000 francs.
Conformément à la mode égyptianisante de l'époque, Vaudoyer appuie son projet sur quatre lionnes de bronze qui sont les répliques de celles qui ornaient le temple de Nectanébo Ier à Saqqara en Égypte. Il lui suffit pour cela de reprendre les copies érigées en 1788 pour la fontaine des Innocents à partir des modèles décorant la Fontana dell'Acqua Felice édifiée à Rome en 1585. Aujourd'hui deux de ces sculptures du IVe siècle av. J.C. sont conservées au musée du Louvre, deux autres au musée du Vatican. 

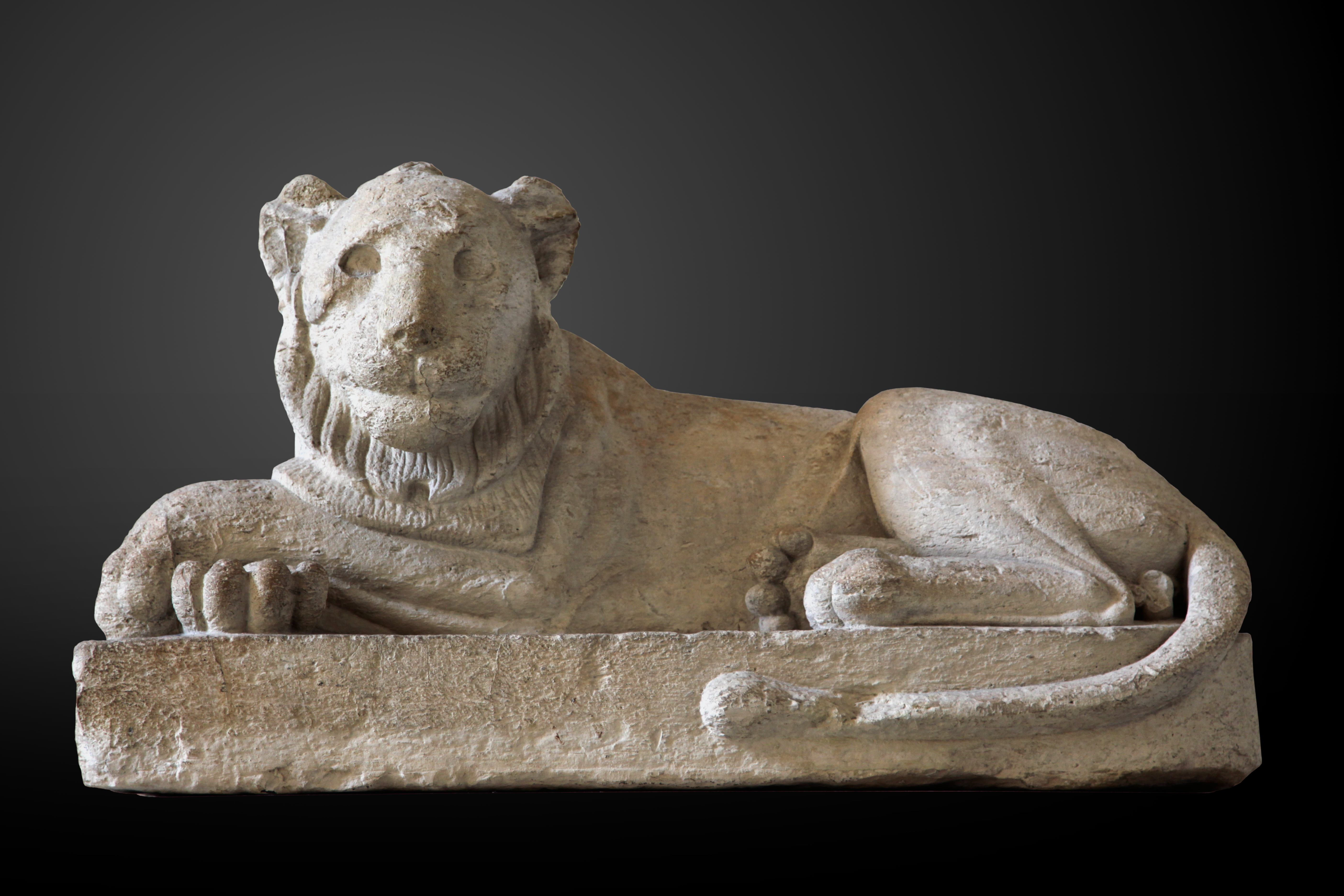
Lion de Nectanébo Ier, musée du Louvre.

Cependant, le projet de Vaudoyer se heurte à la réticence des autorités qui voudraient une seule lionne. Il arrive quand même à maintenir son plan : après deux tentatives de réalisation par la fonderie de Chaillot et par Launay, les quatre lionnes en fonte de fer sont enfin livrées par la fonderie du Creusot en 1810 et la fontaine est inaugurée en 1811. Paris ironise sur ces bronzes factices qui, dans leurs habits verts, débitent de leurs gueules un flot gargouillant.

## Disparition

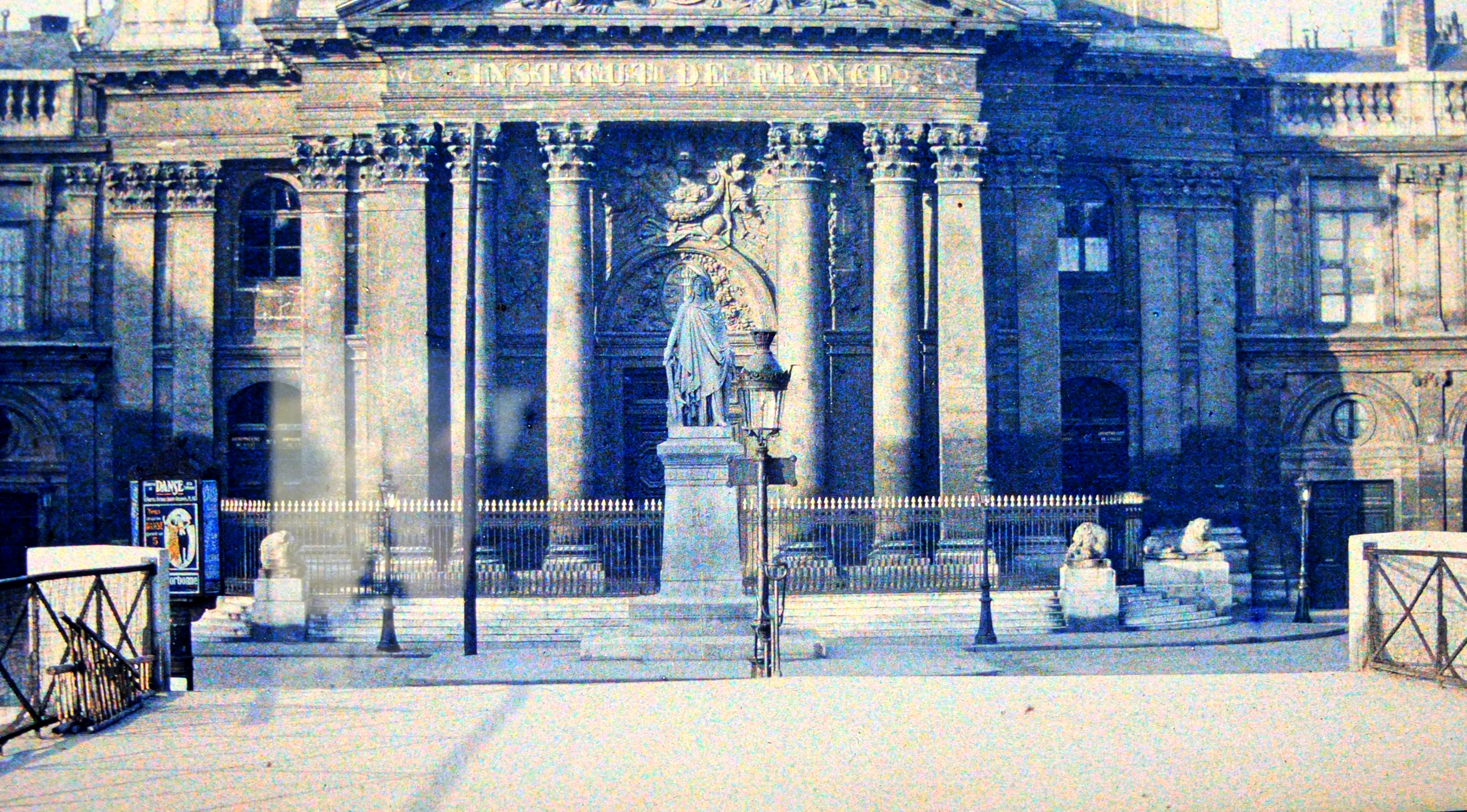
Les lionnes ornant l'entrée de l'Institut en 1914.

La fontaine devra sa disparition aux académiciens de l'Institut auxquels elle aurait apporté des nuisances sonores : « En l’été 1865, Charles Beulé, secrétaire perpétuel de l’Académie des beaux-arts, incommodé par les éclats de voix des porteurs d’eau et des commères sous les fenêtres de son logement, obtient de l’administration que « la gueule des lions soit condamnée à tarir. ». Désormais sans eau et sans bassins, les lionnes seront redisposées en décoration devant les bâtiments, puis finalement enlevées de la place en 1950 pour être achetées par la municipalité de Boulogne-Billancourt.

## Réutilisation

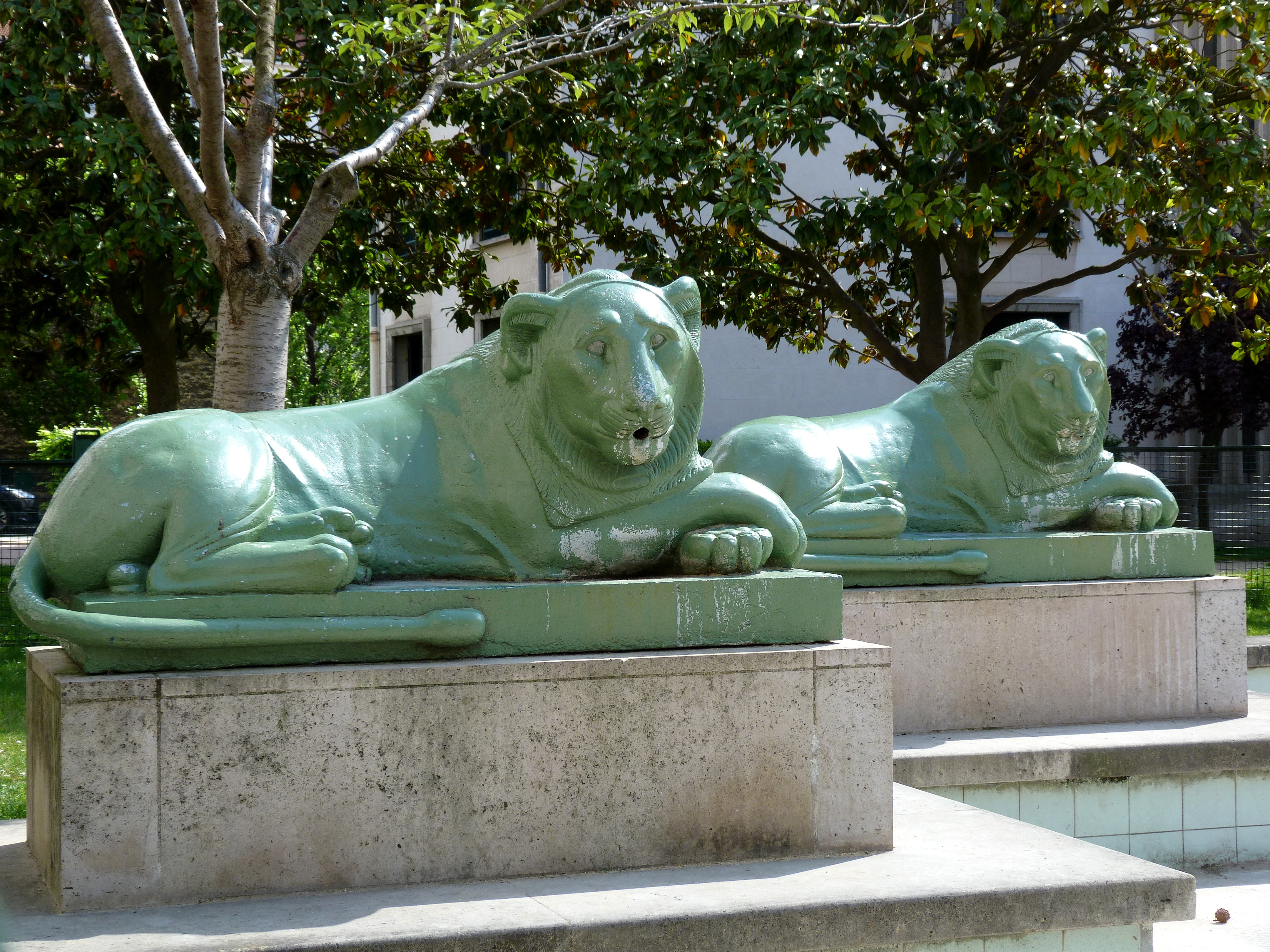
Deux des quatre lions actuellement installés dans le square des frères Farman à Boulogne-Billancourt.

Installés à Boulogne-Billancourt, les lions furent d'abord séparés, deux disposés rue de l'Ancienne-Mairie, deux autres rue du 25-août-1944. Aujourd'hui, on peut admirer les quatre lions dans le square des frères Farman, rue de Silly, où ils ont retrouvé leur fonction d'élément de fontaine et crachent à nouveau de l'eau dans un large bassin.